# Кулич Петро Павлович
Кулич Петро Павлович («Воробець», 1924, с. Хмільно, Радехівський район, Львівська область – 29 червня 1951, у лісі між селами Хмільно та Мукані Радехівського району Львівської обл.) – лицар Бронзового хреста бойової заслуги УПА.

## Життєпис
Освіта – 6 класів народної школи.
У підпіллі одружився з друкаркою Стефанією Мандрикою – «Степовою» (весна 1951).
Активний член культурно-освітніх товариств у селі. Член Юнацтва ОУН із 1941 р., зв’язковий.
У лавах збройного підпілля з літа 1944 р. Стрілець СКВ (літо 1944 – весна 1945), зв’язковий Лопатинського районного проводу ОУН (весна 1945 – 1946), стрілець боївки СБ Лопатинського районного проводу ОУН (1946 – весна 1947), керівник боївки зв’язку Радехівського надрайонного проводу ОУН (весна 1947 – 07.1950), керівник Лопатинського районного проводу ОУН (07.1950-28.06.1951). За час перебування у підпіллі був один раз поранений.
Загинув у бою з військово-чекістською групою МДБ під час наскоку останньої на місце постою повстанської групи.
Старший вістун УПА (30.05.1947); відзначений Бронзовим хрестом бойової заслуги УПА (30.11.1949).